# Ubi primum (1740)
Ubi primum (z łac. Gdy po raz pierwszy) – encyklika papieża Benedykta XIV wydana 3 grudnia 1740 o podtytule O obowiązkach biskupów.
Papież w tej encyklice przypomina biskupom o ich obowiązkach.

## Tło powstania encykliki
Był to pierwszy dokument w historii papiestwa określony mianem encykliki, we współczesnym rozumieniu tego słowa. Wydany został kilka miesięcy po wyborze autora na papieża.

## Treść
Encyklika składa się ze wstępu i z sześciu rozdziałów. Jej adresatami są wszyscy biskupi.
Na początku dokumentu Benedykt XIV porusza kwestie duchowieństwa i święceń kapłańskich. Zaleca biskupom dbałość o dyscyplinę kościelną oraz charakter i gorliwość księży. Nakazuje ostrożność przy wyświęceniu nowych duchownych i nieuleganie presji ludzkich względów lub protektorów. Stwierdza: lepiej mieć kilku duchownych, którzy są uczciwi i skuteczni, niż wielu, którzy pracują daremnie. Przypomina, że dopuszczanie do kolejnych stopni święceń nie powinno odbywać się automatycznie.
Rozdział drugi poświęcony jest seminariom duchownym. Autor nakazuje biskupom diecezji, w których nie ma jeszcze tych instytucji, jak najszybciej je założyć oraz otoczyć je osobistą troską poprzez częste wizytacje, mianowanie odpowiednich nauczycieli i monitorowanie postępów w studiach każdego z seminarzystów.
W rozdziale trzecim papież skupia się na nominacjach proboszczowskich. Nakazuje biskupom wybierać na te stanowiska ludzi, którzy wyróżniają się swoją doktryną, pobożnością, czystością i dobrymi uczynkami. Duchowni ci powinni sprawować nabożeństwa przynajmniej w niedziele i inne święta, wyjaśniać zasady wiary i katechizować dzieci. Zaleca także, aby duchowni mieli kilka dni odpoczynku każdego roku na ćwiczenia duchowe.
Czwarty rozdział poświęcony jest obowiązkowy rezydencji biskupów na terenie swoich diecezji. Papież przypomina wcześniejsze prawa w tym zakresie i napomina biskupów, aby ich nieobecność w diecezji nie trwała dłużej niż trzy miesiące w roku, chyba że istnieje jej przekonujący powód. Przypomina, że to biskup, a nie administrator jest odpowiedzialny za diecezję.
W rozdziale piątym papież nakłada na biskupów obowiązek wizytacji podległych im parafii oraz zapobiegania nieprawidłowościom w diecezji. Apeluje o nadzór nad wykonywaniem zarządzeń biskupich, bo nawet najlepsze prawa są nic nie warte, jeśli to, co jest sankcjonowane słowami, nie zostanie faktycznie wykonane przez tych, którym to zadanie przypada.
W ostatnim rozdziale Benedykt XIV napomina biskupów, aby sami byli dobrym przykładem dla swojego duchowieństwa i diecezjan.
Encyklikę kończy zapewnienie o pomocy Stolicy Apostolskiej kiedykolwiek uznacie, że nasza apostolska władza będzie pomocna oraz błogosławieństwo.